# Domitius Alexander
 (décembre 2023).
Si vous disposez d'ouvrages ou d'articles de référence ou si vous connaissez des sites web de qualité traitant du thème abordé ici, merci de compléter l'article en donnant les références utiles à sa vérifiabilité et en les liant à la section « Notes et références ».
Lucius Domitius Alexander (mort vers 311) est un vicaire d'Afrique, patron du diocèse sous la tétrarchie.
Il est connu pour être à l'initiative d'une tentative d'usurpation assez brève de 308-309 à 310. Très haut fonctionnaire en poste à Carthage, il a voulu jouer sa carte dans une crise impériale extrêmement complexe. Le personnage n'a pas de fortes racines africaines. Cependant, on notera la présence des troupes maures dans les armées de Maxence, issues d'un recrutement local.
À la suite de l'abdication de Dioclétien qui révèle le mauvais fonctionnement de la tétrarchie et en particulier du système successoral, la tentative d'usurpation se déroule dans un climat de dérèglement des institutions et d'affaiblissement du pouvoir central. Au moment où en Italie percent les ambitions de Maxence et en Gaule de Constantin, Domitius a à sa portée un excellent moyen de pression : le contrôle de l'approvisionnement en blé, l'annone. Il peut ainsi menacer Rome de famine. La révolte de Domitius est liquidée au printemps 310 par les troupes de Maxence : à l'occasion Carthage et Cirta sont livrées au pillage.
La description la plus détaillée de cette usurpation nous est donnée par Zosime. Ce dernier rapporte que Maxence aurait envoyé son portrait en Afrique pour qu’on l’y reconnaisse comme empereur. Par fidélité envers Galère, les troupes de Carthage interdisent cette exhibition. Maxence ordonne à Domitius Alexander d’envoyer son fils à Rome comme gage de loyauté. Domitius refuse et se fait proclamer empereur par son armée. Maxence lève des troupes qu’il place sous le commandement de Rufius Volusianus, préfet du prétoire, et les expédie en Afrique. Aux côtés de Volusianus, un certain Zénas est apparemment chargé de la partie diplomatique. Les troupes de Domitius Alexander doivent rapidement battre en retraite. Leur chef est capturé et étranglé. Des opportunistes se saisissent de l’occasion pour compromettre les grandes fortunes d’Afrique en les dénonçant comme anciens amis de Domitius. Les personnages mis en cause sont exécutés et/ou dépossédés de tous leurs biens. Un triomphe sur les traîtres de Carthage est célébré à Rome.